# That's What Love Is Made Of
That's What Love Is Made Of is een hitsingle van de Amerikaanse soulgroep The Miracles. Net als haar voorganger, I Like It Like That, zou ook That's What Love Is Made Of oorspronkelijk verschijnen op het gelijknamige album. Dit album werd echter alweer snel uit de schappen gehaald. Hierdoor verscheen het pas voor het eerst op album in de vorm van een compilatiealbum van Motown, de platenmaatschappij waar The Miracles onder contract stonden. Het album had de naam 16 Original Big Hits, Vol. 4 en bevatte hits van verschillende Motownartiesten. Greatest Hits From The Beginning was het eerste album van The Miracles zelf waar het nummer in kwestie op verscheen. That's What Love Is Made Of was een middelmatige hit voor de groep. Alhoewel het de top 40 op de Billboard Hot 100 wist te bereiken, deed het nummer het slechter dan haar voorganger op die lijst. Op de R&B-lijst deed de single het daarentegen met de negende positie weer beter.
That's What Love Is Made Of werd geschreven door de leadzanger van de groep, Smokey Robinson, in samenwerking met achtergrondzangers Bobby Rogers en Warren "Pete" Moore. De tekst van het nummer is gebaseerd op een beroemd Amerikaans rijmpje genaamd: "What Are Little Girls/Little Boys Made Of?". De inhoud van het lied gaat erover dat liefde hoogtepunten en dieptepunten kent. Het lied start met een intro op gitaar, gespeeld door Marv Tarplin, het enige lid van de groep dat niet zingt, maar een instrument bespeeld. Dit is niet ongewoon voor nummers van The Miracles. Vele hits, zoals The Tracks Of My Tears, My Girl Has Gone en Baby, Baby Don't Cry hebben een intro met een duidelijk aanwezige Tarplin. De andere muzikanten die te horen zijn op That's What Love Is Made Of zijn The Funk Brothers, de vaste studioband van Motown.
Samen met hun Motowncollega's The Supremes,  Marvin Gaye en Martha & The Vandellas (als achtergrondzangeressen van Gaye) traden The Miracles in 1964 op in The T.A.M.I. Show. Dit was een film met allemaal optredens, ook van artiesten die niet bij Motown hoorden, zoals Chuck Berry en The Beach Boys. The Miracles traden hier op met drie nummers. Één daarvan was That's What Love Is Made Of. De andere twee waren You've Really Got A Hold On Me en Mickey's Monkey. Door dit optreden werd de populariteit van The Miracles meer vergroot.
Zoals veel nummers van The Miracles werd ook That's What Love Is Made Of vaak gecoverd. Zo waren er covers van Motowncollega's Michael Jackson en een bigbandversie van Choker Campbell. Ook andere artiesten, zoals The Sylvers, Colin James en Bobby Vee brachten het nummer in kwestie uit.
De B-kant van That's What Love Is Made Of is het nummer Would I Love You. Net zoals de A-kant werd dit nummer geschreven door Smokey Robinson. Dit keer deed hij echter niet met hulp van groepsleden, maar alleen. Ook Would I Love You werd niet uitgebracht op album. Wel verscheen het net als het nummer in kwestie op het album, Greatest Hits From The Beginning. Dit ondanks dat het nummer helemaal niet in een hitlijst verscheen. Would I Love You werd eveneens gecoverd. Dit keer was het Len Barry die een eigen versie van het nummer opnam.

## Bezetting
- Lead: Smokey Robinson
- Achtergrond: Bobby Rogers, Warren "Pete" Moore, Ronnie White en Claudette Robinson
- Instrumentatie: The Funk Brothers
- Schrijvers: Smokey Robinson, Warren Moore en Bobby Rogers
- Producer: Smokey Robinson